# Keeani Lei
Keeani Lei (Colorado; 16 de marzo de 1981) es una actriz pornográfica estadounidense.

## Biografía
Nació en un hospital militar en Denver (Colorado) de padre panameño y madre china. Tras nacer, sus padres se trasladaron a Panamá, donde se crio y llegó a graduarse en el instituto. A los 19 años se mudó a Florida con su madre, donde acudió al The Art Institute of Fort Lauderdale. Fue en la Universidad donde se aficionada al surf y al skate, hecho que se refleja en su nombre artístico, ya que Keeani es el nombre de un personaje de la película surfera North Shore que significa ola en hawaiano y Lei significa collar de flores. Además del surf y los deportes extremos, se la puede ver luchando.
Creció con una fuerte fascinación por las mujeres; su padre trabajaba como fotógrafo y ella solía robar alguna de las fotos que hacía de mujeres desnudas. Inicialmente empezó a trabajar en la pornografía a través de Internet junto a su novio. Mientras trabajaba en Miami, conoció a las pornostars Kelly Kline, Harmony Rose y Tory Lane, quienes compartían experiencias en la industria del cine para adultos. Tras eso, se trasladó a Los Ángeles para iniciar una carrera en el mundo del video. Los inicios oficiales de Lei fueron en 2004 y, después de diecisiete años, sigue estando activa. Dentro de su rica carrera de diecisiete años, Lei ha filmado todo tipo de escenas. Hasta ahora ha actuado en 202 largometrajes para adultos. Fue nominada para un Premio AVN en 2009 y 2010.

## Carrera de lucha libre
Keeani Lei es una luchadora profesional panameña nacida el 16 de marzo de 1981. Puede ser vista luchando para Ultimate Surrender y su apodo es “The Punk”.

## Premios y nominaciones
| Año  | Ceremonia   | Resultado | Premio                                  | Trabajo                        |
| ---- | ----------- | --------- | --------------------------------------- | ------------------------------ |
| 2009 | Premios AVN | Nominada  | Mejor escena escandalosa de sexo        | American Gokkun 5              |
| 2010 | Premios AVN | Nominada  | Mejor escena de sexo en grupo de chicas | The Violation of Kylie Ireland |